# منطقة ماهي
ماهي رمزها «MA» (بالإنجليزية: Mahe)‏، هو تقسيم إداري لدولة الهند تتبع ولاية بونديتشري (بالإنجليزية: Pondicherry)‏، مركزها هو مدينة ماهيه عدد سكانها حسب تعداد سنة 2001 هو 36,823، مساحتها 9 كم² وكثافة السكان 4،091 لكل كم².